# سانتا لوثيا دي تيراخانا
بلدية سانتا لوثيا دي تيراخانا (بالإسبانية: Santa Lucía de Tirajana) هي بلدية تقع في مقاطعة لاس بالماس التابعة لمنطقة جزر الكناري جنوب غرب إسبانيا.

## الديموغرافيا
بلغ عدد سكان بلدية سانتا لوثيا دي تيراخانا 66.130 نسمة عام 2011 (وفقاً للمعهد الوطني للإحصاء الإسباني).
| 40.127 | 43.543 | 49.902 | 56.268 | 58.335 | 63.637 | 66.130 |